# Hrvatska malonogometna reprezentacija
Hrvatska malonogometna reprezentacija (ponegdje i Hrvatska futsalska reprezentacija) predstavlja Hrvatsku na međunarodnim natjecanjima u futsalu. Pod vodstvom je Hrvatskoga nogometnog saveza.
Do siječnja 2022. reprezentacija je odigrala 258 utakmica, ostvarivši 131 pobjedu, 39 nerješenih rezultata i 88 poraza, uz gol-razliku 695:566 (+129).

## Trenutni kadar
|                     |                             |               |
| ime i prezime       | nogometni klub              | rođen         |
| vratari             |                             |               |
| Žarko Luketin       | MNK Futsal Pula Stanoinvest | 16. 3. 1989.  |
| Zoran Primić        | HMNK Vrgorac                | 21. 4. 1991.  |
| igrači              |                             |               |
| Tihomir Novak       | FK Dobovec                  | 24. 10. 1986. |
| Vedran Matošević    | FK Dobovec                  | 27. 8. 1990.  |
| Kristijan Postružin | MNK Olmissum Omiš           | 28. 8. 1995.  |
| Matej Horvat        | MNK Olmissum Omiš           | 30. 1. 1994.  |
| Josip Jurlina       | MNK Olmissum Omiš           | 13. 1. 2000.  |
| Antonio Sekulić     | MNK Olmissum Omiš           | 22. 1. 1999.  |
| Davor Kanjuh        | MNK Futsal Dinamo           | 20. 7. 1989.  |
| Kriastian Čekol     | MNK Futsal Dinamo           | 30. 12. 1997. |
| Maro Đuraš          | MNK Square Dubrovnik        | 6. 6. 1994.   |
| Josip Suton         | CAME Dosson Calcio a 5      | 14. 11. 1988. |
| Franco Jelovčić     | FP Halle-Gooik              | 6. 7. 1991.   |
| Dario Marinović     | Futsal Cartagena            | 24. 5. 1990.  |

## Bivši igrači
| - Robert Grdović - Patrik Drndić - Robertino Jelovčić - Nikola Tomičić - Mićo Martić - Ivica Lemo - Goran Eklić - Tomislav Gričar - Dinko Huskić - Josip Palić |  | - Pjer Malvasija - Alen Delpont - Željko Mijić - Boris Držanić - Boris Durlen - Dean Delevski - Tomislav Papeš - Velimir Čarapina - Edin Dervišagić - Dario Marinović |  | - Siniša Alebić - Božidar Butigan - Edin Derviščaušević - Mate Čuljak - Alen Jukić - Marijan Brnčić - Ivica Gvozden - Robert Karašić - Korab Morina - Kujtim Morina |

## Rezultati

### Svjetska prvenstva
- Gvatemala 2000. – drugi krug (5. mjesto)
- Uzbekistan 2024. – drugi krug (15. mjesto)

### Europska prvenstva
- Španjolska 1999. – prvi krug (5. – 8. mjesto)
- Rusija 2001. – prvi krug (5. – 8. mjesto)
- Hrvatska 2012. – 4. mjesto
- Belgija 2014. – 8. mjesto

### Mediteranski kup
- 2010. – pobjednici[1]